# Dollar Days
Dollar Days è una canzone del musicista inglese David Bowie. È la sesta traccia del venticinquesimo e ultimo album di Bowie, Blackstar.

## Descrizione

### Composizione
Dollar Days è stato registrato senza che prima fosse stata creata una demo. Donny McCaslin, che ha suonato le tracce di sassofono per Blackstar,  ha raccontato che "Un giorno David ha preso una chitarra ... ha avuto questa piccola idea e l'abbiamo messa a punto proprio lì in studio."

### Il brano
Dollar Days è un monologo toccante e sincero, che rompe la tensione generata dai precedenti brani Sue (or in a season of crime) e Girl Loves Me. L'autore non è più spaventato dalla morte e si rassegna al fatto che la sua vita stia finendo, nonostante tutti lo amano ("cash girl suffer me, I've got non enemies"), non sa se riuscirà a tornare nella terra natia ("if i'll never see the british evergreens I'm running to it's nothing to me, it's nothing to see"), mentre il suo unico desiderio è tornare al centro delle scene e "fregarli tutti ancora e ancora".

## Accoglienza
Dollar Days ha ricevuto recensioni positive dalla critica. Mike Powell di Pitchfork  ha etichettato la canzone come "La migliore traccia dell'album", confrontandola con i successi più vecchi di Bowie Five Years e Ashes to Ashes.